# Patrick Fürnschuss
Patrick Fürnschuss (* 11. September 1971) ist ein ehemaliger österreichischer Fußballspieler.

## Karriere
Fürnschuss begann seine Karriere beim FC Dornbirn 1913. Zur Saison 1990/91 wechselte er zur Reserve des First Vienna FC. Im Jänner 1991 schloss er sich dem SCR Altach an. Mit Altach stieg er am Ende der Saison in die 2. Division auf. Daraufhin debütierte der Mittelfeldspieler im Juli 1991 gegen den SK Austria Klagenfurt dann in der zweithöchsten Spielklasse. Bis zum Ende der Saison kam er zu zehn Zweitligaeinsätzen, in denen er ein Tor erzielte. Mit Altach stieg er aber nach nur einer Spielzeit direkt wieder aus der 2. Division ab.
Im Jänner 1993 schloss Fürnschuss sich dem FC Lustenau 07 an. Dort verbrachte er fünf Jahre, ehe er im Jänner 1998 zurück zum FC Dornbirn wechselte. Zur Saison 1998/99 ging er dann zum FC Bizau. Zur Saison 2000/01 wechselte er zurück nach Lustenau, wo er sich der Reserve anschloss. Nach der Saison 2001/02 beendete er seine Karriere als Aktiver.